# 神戸大学経済経営研究所
神戸大学経済経営研究所（こうべだいがくけいざいけいえいけんきゅうじょ、英称:The Research Institute for Economics and Business Administration, Kobe University）は、神戸大学の附置研究所であり経済学・経営学の研究を行っている。略称はRIEB。
神戸商業大学商業研究所およびその後身である神戸経済大学経済研究所を引き継ぎ、1949年、国際経済及び国際経営に関する研究を行うとともに、情報システム研究と融合させることを目ざして同大学に付置された。

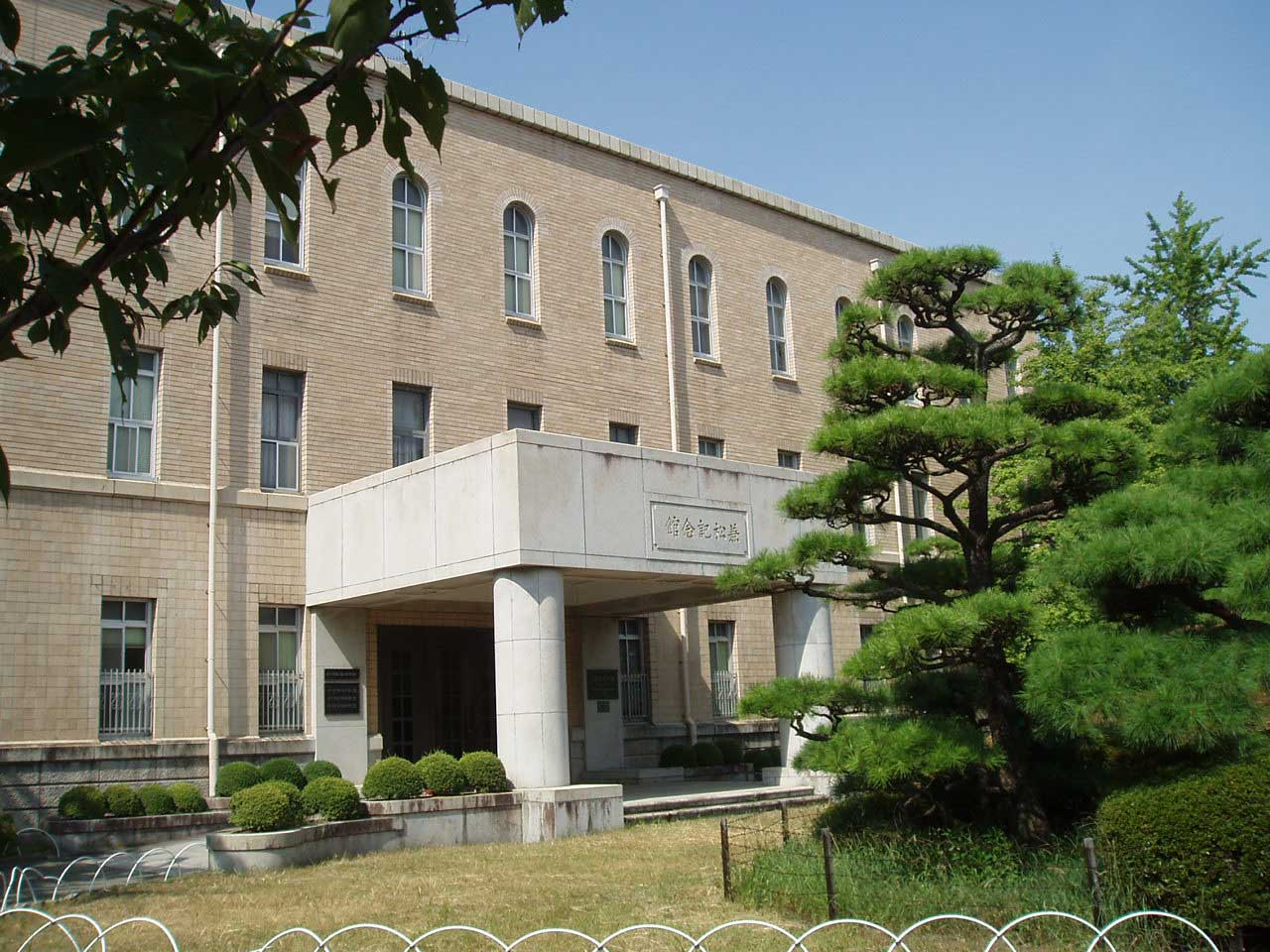
神戸大学経済経営研究所

## 沿革
新制神戸大学への移行に伴い、旧制神戸商業大学時代に創設された商業研究所・経営機械化研究所の2つを統合する形で発足した。
- 1919年5月 - 神戸高等商業学校商業研究所として設置。
  - 1914年8月設置の調査課を拡充したもの。
- 1929年4月 - 大学昇格により神戸商業大学商業研究所と改称。
- 1944年4月 - 神戸商業大学大東亜研究所に改称。
- 1944年8月 - 神戸商業大学経営機械化研究所を設置。
  - 1941年5月設置の経営計算研究室を拡充したもの。
- 1945年10月 - 神戸経済大学経済研究所に改称。
- 1949年5月 - 経済研究所・経営機械化研究所を統合し神戸大学経済経営研究所として発足。

## 研究
21世紀COEプログラム研究拠点
21世紀COEプログラムでは、経済学研究科と共に「新しい日本型経済パラダイムの研究教育拠点」が採択された。

## 組織

### 研究部門
- グローバル経済研究部門
  - 教授　趙来勲 （国際貿易と直接投資関係の環境、労使、移民等）
  - 教授　濱口伸明 （ラテンアメリカ経済発展に関する実証研究と空間経済学の理論研究）
  - 教授　佐藤隆広 （インドの経済改革とインドの労働市場に関する研究）

- 企業競争力研究部門 
  - 教授　下村研一 （経済理論・実験経済学：市場構造の分析）
  - 教授　伊藤宗彦 （日本のデジタル機器産業の競争力の要因分析）
  - 教授　ラルフ・ベーベンロート （日本,ドイツと欧州のコーポレート・ガバナンスシステム）

- 企業情報研究部門 
  - 准教授　藤村聡 （商社資料による環太平洋地域貿易の史的分析）

- グローバル金融研究部門
  - 教授　上東貴志 （複雑動学と動的最適化）
  - 教授　北野重人 （国際資本移動グローバル化の影響と政策のマクロ的分析）
  - 准教授　高槻泰郎 （前近代経済の時系列データを用いた計量分析と日本の金融市場を対象とする制度分析）
  - 准教授　柴本昌彦 （計量経済学・時系列分析を応用した日本経済の実証研究）

### 附属施設
- 附属企業資料総合センター

- 共同研究推進室

- 研究所図書館
- 機械計算室
- 国連寄託図書館

## 所在地
兵庫県神戸市灘区六甲台町2-1
神戸大学六甲台キャンパス（法・経済・経営学部）内に所在する。現在研究所として使用されている建物は、兼松記念会からの寄附で1934年に建てられた旧制神戸商業大学時代の「兼松記念館」であり、国の登録有形文化財となっている。